# Бозна
Бозна (рум. Bozna) — село у повіті Селаж в Румунії. Входить до складу комуни Трезня.
Село розташоване на відстані 375 км на північний захід від Бухареста, 11 км на південь від Залеу, 51 км на північний захід від Клуж-Напоки.

## Населення
За даними перепису населення 2002 року у селі проживали 298 осіб, усі — румуни. Усі жителі села рідною мовою назвали румунську.